# Joseph-Silvestre Brun
Pour les articles homonymes, voir Brun.
Joseph-Silvestre Brun né le 31 décembre 1792 à Paris et mort le 14 mars 1880 à Paris (18e arrondissement) est un sculpteur français.

## Biographie
Joseph Silvestre Brun est né le 31 décembre 1792 à Paris au 13, rue des Fossés-Saint-Victor. Il est le fils d'un sculpteur-marbrier originaire du Jura. Ce, dernier, accusé sous la Révolution de modérantisme, alors qu'il est officier de la Garde nationale, est arrêté en 1793 et ne recouvre sa liberté qu'après le 9 thermidor. À sa sortie de prison, n'ayant plus aucune ressource, il s'engage comme ouvrier pour travailler au Panthéon. Plus tard, il est employé avec son fils à l'entretien et au nettoyage des statues du château de Saint-Cloud. Par la suite, Joseph-Silvestre, décidé à suivre la carrière de sculpteur, étudie avec Nicolas-Augustin Matte, puis devient élève de François-Frédéric Lemot.
Pris par la conscription en 1812, il est incorporé au 15e léger. Ayant eu des facilités pour continuer ses études artistiques, il se présente en 1813 au concours du prix de Rome de gravure en médailles et obtient le deuxième grand prix. Cette récompense lui permettant d'être exempté du service militaire, il entre à l'École des Beaux-Arts, le 26 novembre 1813, débute au Salon de 1814 et remporte en 1817 le premier grand prix de gravure en médailles. Après avoir exécuté différents travaux pour le château de Compiègne et pour la maison de la Légion d'honneur, à Saint-Denis, il part pour Rome d'où il revient le 22 décembre 1822.
Il envoie plusieurs œuvres au Salon de 1824, dont un bas-relief en marbre représentant Le Duc d'Angoulême passant les Pyrénées qui est acquis par le roi. La même année, il est chargé de la décoration de la chaire de la cathédrale Saint-Louis des Invalides. Vers cette époque, poussé par le manque d'argent, il entreprend pour le commerce différents sujets destinés à des modèles de pendules. Un de ces modèles, figurant le Temps et l'Histoire, se trouvait dans le cabinet du ministre des Travaux publics.

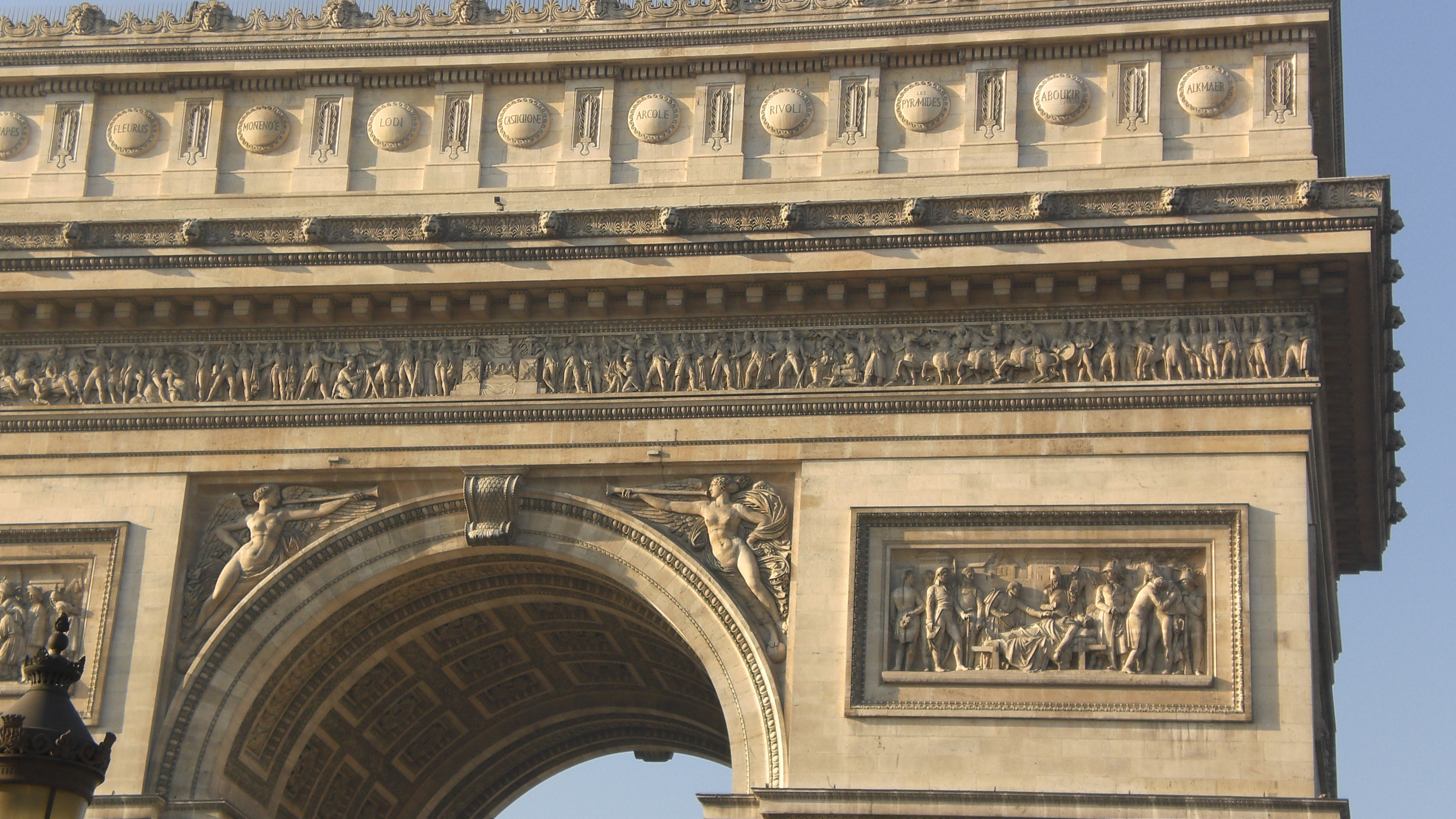
Le Départ des armées, détail de la frise d'entablement de l'arc de triomphe de l'Étoile à Paris.

Sous la monarchie de Juillet, il reçoit d'Adolphe Thiers la commande de la partie centrale de la grande frise du Départ des armées qui orne l'entablement de la façade est de l'arc de triomphe de l'Étoile à Paris. Louis-Philippe lui aurait prêté alors, pour lui servir dans l'exécution de son œuvre, l'uniforme qu'il portait en 1792.
Brun expose pour la dernière fois au Salon de 1853. Auparavant, il avait été occupé à d'importants travaux de restauration comme la remise en état de la sculpture ornementale à l'intérieur et à l'extérieur de l'abbaye de Saint-Denis. Dans la même église, il répare plusieurs tombeaux en marbre et exécute tous les motifs décoratifs de la grande porte d'après le dessin de l'architecte François Debret. À Rouen, il travaille au palais de Justice, à la cathédrale et aux églises de Saint-Ouen et de Saint-Maclou. Dans la Meuse, il restaure le Sépulcre de Saint-Mihiel et le Retable d'Hattonchâtel, par Ligier Richier. Enfin, à Paris, il sculpte un grand nombre de statues en pierre pour les portails de Saint-Merri et de Saint-Nicolas-des-Champs.